# Yang Shangkun
Yang Shangkun (chino simplificado: 杨尚昆, chino tradicional: 楊尚昆, pinyin/Wade-Giles: Yáng Shàngkūn; Tongnan, 3 de agosto de 1907-Pekín, 14 de septiembre de 1998) fue un político chino. Fue presidente de la República Popular China entre 1988 y 1993. Es considerado uno de los Ocho Inmortales que dominaron el Partido Comunista tras la muerte de Mao Zedong.

## Biografía
Yang Shangkun nació el 3 de agosto de 1907 en Sichuan, hizo sus estudios en la Escuela Normal Superior de Chengdu y su escuela secundaria entre 1920-25, antes de regresar a Chongqing. Su hermano mayor, Yang Yangong fue uno de los miembros fundadores del Comité Ejecutivo del Partido Comunista Chino (CCP) en Sichuan, e indudablemente quien tuvo la influencia sobre la orientación ideológica de Yang Shangkun. Después de unirse a la Liga Juvenil Comunista (1925) y al Partido Comunista Chino (1926), se matriculó en la Universidad de Shanghái Jiao Tong, lo cual en combinación con sus estudios posteriores en la Universidad Sun Yat Sen en Moscú, hicieron de él uno de los mejor preparados de los líderes iniciales del partido.
Yang tuvo varios cargos en la administración tanto bajo el gobierno de Mao Zedong como Deng Xiaoping: de 1945 a 1965 fue director de la Oficina General, de 1945 a 1956 secretario general de la Comisión Militar Central (CMC). Sufrió la purga y condena a prisión durante la Revolución cultural, pasando 12 años en la cárcel, pero volviendo a la primera línea en 1978, convirtiéndose en un aliado clave de Deng Xiaoping, sirviendo como alcalde de Guangzhou (1979-1981) y regresando a la CMC como secretario general y vicepresidente (1981-1989).
En 1988 fue nombrado presidente de la República, un cargo más simbólico que real ya que el verdadero poder del Estado recae en el jefe del Partido Comunista y el Politburó. No obstante, dio muestras de su considerable poder con ocasión del movimiento democrático de la primavera de 1989, jugó un papel clave en mitigar las protestas de la plaza de Tiananmen, siendo quien planificó y supervisó las operaciones para liberar la plaza y alrededores. La caída de Yang se produjo en 1993, cuando falló en sus intentos de socavar el nuevo liderazgo de Jiang Zemin y retener el control del Ejército Popular de Liberación, siendo forzado a retirar por una coalición de veteranos del Partido, incluido Deng.
Yang falleció el 14 de septiembre de 1998, a los 91 años. Su obituario oficial le describió como “un gran revolucionario proletario, un hombre de estado, un estratega militar, un firme marxista, un líder sobresaliente del partido, el estado y el ejército popular”.